# Шагинян, Анатолий Айкович
Анатолий Айкович Шагинян (Anatoly Chaguinian; 18 ноября 1938 – 21 августа 2022, Бордо, Франция) — советский актёр, чтец, продюсер и звукорежиссёр парижского отделения радио «Свобода».

## Биография
Родился в 1938 году.
Окончил актёрский факультет Ленинградского театрального института. Работал в ленинградском ТЮЗе, Ленинградском Малом театре, затем в Ленконцерте. Создал в Ленинграде «Театр одного актера», играл спектакли по произведениям Платонова, Лорки, Хьюза, Брехта и др.
Лауреат Всесоюзного конкурса артистов-чтецов за поэтический спектакль «Баллады, стихи и памфлеты Бертольда Брехта».
С середины 1970-х годов женат на пресс-атташе консульства Франции, француженке Мишель.
В 1975 году эмигрировал в Париж.
Составил звуковую антологию «Песни людские». Был продюсером и звукорежиссёром парижского отделения радио «Свобода».
Выступал как исполнитель песен и художественных произведений. Один из организаторов Студии драматического искусства при Школе восточных языков в Париже и университете в Нантере. Ставил пьесы со студентами Школы восточных языков. Сыграл роль Сталина в телевизионном мини-сериале «Ветры войны» (The Winds of War, 1983).

«…кажется, что в его груди и в самом деле крутится какое-то неутомимое колёсико. А руки, руки… Вот они горестно сжаты, сплетены, вот раскинуты в танце… Вскинуты протестующе кулаки — и вновь вьются вокруг шеи любимой. Шляпа в его руках вдруг становится гитарой, оцинкованный котелок — каской и барабаном… Все это с отличающей Шагиняна предельной актёрской точностью: ни одного жеста зря, ни одного приёма ради приёма! И поэтому так безотказно срабатывает главное его оружие — замечательное сценическое обаяние. На глазах у зрителей под звуки гитары рождается поэма о человеке, его больших и маленьких радостях, горестях, удачах и ошибках.» Б. Львович «Ленинец», 2 июня 1969 года

## Фильмография
- 1961 — Человек-амфибия
- 1962 — Когда разводят мосты
- 1968 — Интервенция
- 1984 — Ялта | Yalta (Франция, Югославия)
- 2005 — Ты сын и ужас мой… (документальный)
- 2010 — Виктор Некрасов. Вся жизнь в окопах (документальный)

## Дискография
- 1978 — Песни людские (Мелодия)